# PDS 70
PDS 70（別名 ケンタウルス座V1032星）は、地球からケンタウルス座の方向へ約370光年離れた位置にあるおうし座T型星に分類される12等級の恒星である。質量は太陽の0.76倍程度で、形成されてからまだ540万年しか経過していない非常に若い恒星である。変光星総合カタログ (GCVS) においてはりゅう座BY型変光星に分類されている。その周囲には原始惑星系円盤が存在しており、その中にはPDS 70 bとPDS 70 cと呼ばれる形成まもない太陽系外惑星が存在していることがヨーロッパ南天天文台 (ESO) の超大型望遠鏡VLT による直接観測で分かっている。特にPDS 70 bは、直接観測で発見された史上初めての原始惑星として知られている。

## 原始惑星系円盤
PDS 70の周囲の原始惑星系円盤は、1992年に最初に仮説が提示され、ジェットのような構造とともに2006年に確認された。円盤の半径は約140天文単位。2012年に、円盤に大きな隙間（~65 au）が発見された。これは、惑星の形成が原因であると考えられていた。
この隙間は後に複数の領域を持っていることが判明した。大きなダスト微粒子が存在しない領域は80 auまで広がっているのに対し、小さなダスト微粒子が存在しない領域は、以前に観測された65 auまでであった。また、隙間の全体的な形状には非対称性がある。これらの要因として、隙間の形状とダストの分布に影響を与える複数の惑星が存在する可能性が高いとするいう研究結果が、実際に惑星が発見される前の2015年に発表されていた。

## 惑星系
| 名称 （恒星に近い順） | 質量         | 軌道長半径 （天文単位） | 公転周期 (年)    | 軌道離心率         | 軌道傾斜角      | 半径       |
| --------------------- | ------------ | ----------------------- | ---------------- | ------------------ | --------------- | ---------- |
| 内側の円盤            | 9.1 au       | 9.1 au                  | 9.1 au           | 9.1 au             | —               | —          |
| b                     | 5.0 - 9.0 MJ | 22.7+2.0 −0.5           | 123.5+9.8 −4.9   | 0.17 ± 0.06        | 131.0+2.9 −2.6° | 1 - 2.5 RJ |
| c                     | 4.4 ± 1.1 MJ | 30.2+2.0 −2.4           | 191.5+15.8 −31.5 | 0.037+0.041 −0.025 | 130.5+2.5 −2.4° | —          |
| 原始円盤              | ~65—140 au   | ~65—140 au              | ~65—140 au       | ~65—140 au         | ~130°           | —          |

2018年に発表された研究結果で、PDS 70の円盤内に存在する惑星が超大型望遠鏡VLTによる観測撮像法の観測で発見され、PDS 70 bと命名された。質量の値には研究ごとによって大きなばらつきがあるが、木星質量の数倍以上の質量を持つ大規模な惑星であると考えられている。惑星の表面温度は1,000 ℃程度で、その大気には雲が存在していると考えられる。主星からの軌道長半径は22.7 au（約34億 km）で、120年余りの周期で軌道を公転している。モデリングからは、PDS 70 bの周囲には独自の降着円盤が形成されていると予測されている。降着円盤は2019年に観測的に確認され、降着率は少なくとも年間 5×10−7 木星質量であると測定された。一方で新しい分析方法とデータを用いた2021年の研究では、降着率が年間 (1.4 ± 0.2)×10−8 木星質量と低いことが示唆された。これらの結果を互いに、そして既存の惑星降着モデルとどのように調和させるかは明らかになっていないが、降着メカニズムとHα線 (H-alpha) 放出生成に関する将来の観測で明確になりうるとされている。光学的に厚い降着円盤の半径は、3.0 ± 0.2 木星半径とされ、惑星自体よりもかなり大きくなっている。その放射温度は1,193 ± 20 K（920 ± 20 ℃）である。
惑星PDS 70 bの発光スペクトルは全体を通して灰色で特徴がなく、2021年の研究までに分子種は検出されていない。
PDS 70系で2番目に発見された惑星 PDS 70 c は、VLTに搭載されているインテグラルフィールド分光器「MUSE」を使用して2019年に発見された。一つの惑星系において複数の惑星の存在が直接観測で明らかになったのは、4個の惑星が直接観測されたHR 8799系に次いで2例目となった。PDS 70 cはPDS 70 bよりも主星から遠い30.2 au離れた軌道を公転しており、これは太陽系内での太陽から海王星軌道までの距離とほぼ相当する。PDS70 bとPDS 70 cは公転周期の比が1：2になる軌道共鳴に近い状態にあり、これは外側のPDS 70 cが軌道を1周する間に内側のPDS 70 bがほぼ軌道を2周することを意味する。
また、PDS 70 cの発見直後に行われたPDS 70系を撮影した画像の解析では、主星から13.5+0.3
−0.2 au離れた位置に点状の光点が確認された。これは少なくとも円盤内に見られる特徴であると考えられることから、この研究を発表した研究チームはこの光点を「PLF（Point-like feature、点状特徴）」と呼称している。研究チームは、PLFの正体が惑星である可能性は排除できないとしており、仮にPLFが惑星ならば、その質量は木星の5～28%、公転周期は56.3+2.0
−1.1年となる。

### 周惑星円盤

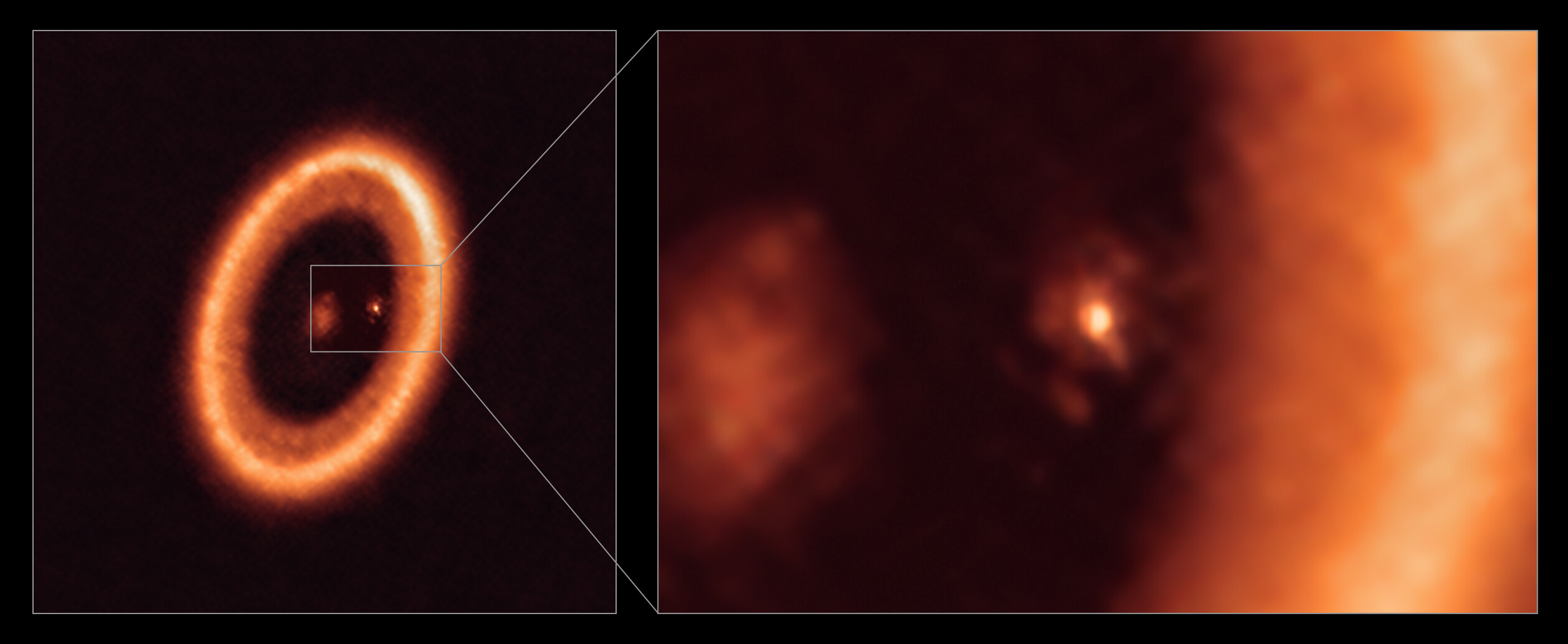
ALMAが撮影した、PDS70系全体（左）と惑星PDS 70 cの周辺に存在する周惑星円盤（右）の画像。周惑星円盤は解像度の限界のため点光源として写っているが、その光度などから円盤と推定されている。

2019年7月、アタカマ大型ミリ波サブミリ波干渉計（ALMA）を用いて研究を行った研究で、惑星の周囲で衛星が形成される現場となる周惑星円盤とおぼしき構造を初めて検出したことを報告した。以前から周惑星円盤の存在は理論上では示されてきたが、実際に観測されるのはこれが史上初めてであった。周惑星円盤とおぼしき構造はPDS 70 cの周囲で検出され、PDS 70 b付近には塵の塊が尾のような形状で繋がっている構造がみられた。その後、マウナケア山にあるW・M・ケック天文台を用いて観測を行ったカリフォルニア工科大学の研究者らを主導とした研究チームによって改めてその存在が確認され、2020年5月に研究結果が発表されている。しかし、これまでの研究ではPDS 70 cの周惑星円盤が周囲の原始惑星系円盤などからはっきりと分離されているかが分からなかったため、円盤の大きさなどに強い制約を与えることができなかったが、2021年7月に、PDS 70 cの周惑星円盤がはっきりと独立していることが明らかになった。この研究によると、PDS 70 cの周囲にある周惑星円盤の直径は約1.2 au（約1.8億 km）に及び、月ほどの規模を持つ衛星を3個形成させるほどの質量を持っていると推測されている。一方で、内側の惑星PDS 70 bに周惑星円盤が存在しているかは明確にはなっておらず、PDS 70 cに円盤の物質を奪われてしまったことで円盤の物質が不足している可能性が示されている。

## ギャラリー

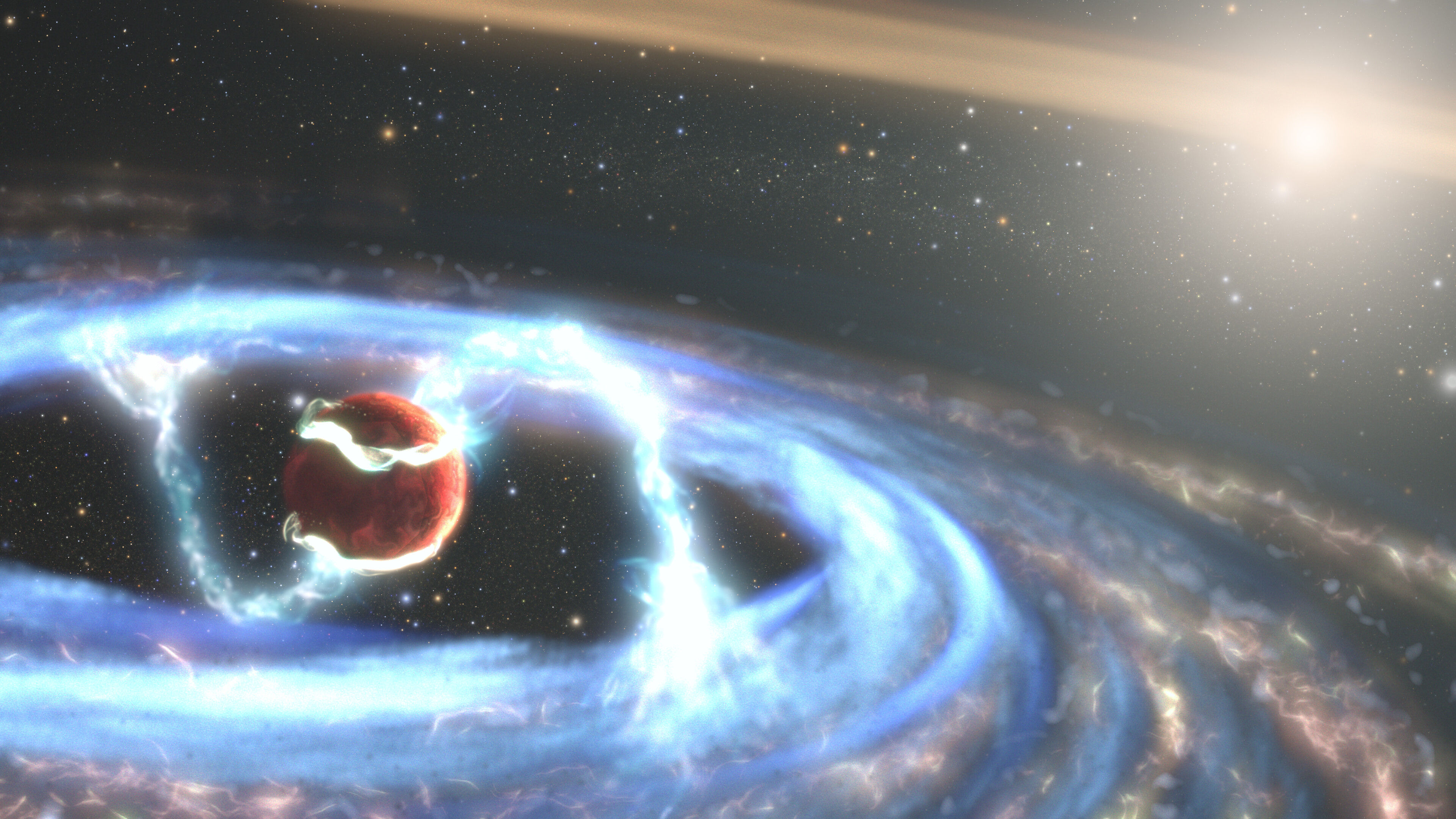
周囲の物質がどのようにして惑星に落下していくかを明確に示した惑星PDS 70 bの想像図